# Olaf Hansen (Tennisspieler)
Olaf Hansen (* 28. März 1963) ist ein ehemaliger deutscher Tennisspieler.

## Werdegang
Hansen begann 1974 bei der TSG Oberschöneweide Berlin mit dem Tennissport. Er wurde mehrfach Berliner Kindermeister, im Alter von 14 Jahren gewann der von Ulrich Trettin als Trainer betreute Hansen die DDR-Jugendmeisterschaft im Einzel und im Doppel und wurde auch in den beiden nachfolgenden Jahren DDR-Jugendmeister.
Während seiner Lehre zum Facharbeiter für Nachrichtentechnik (ab 1979) und seines Wehrdienstes widmete sich Hansen dem Tennissport weniger, ehe er 1984 mit dem Beginn seines Studiums im Fach Informationstechnik in Dresden in den Leistungssport zurückkehrte. 1990 wurde Hansen mit Steffen John DDR-Meister im Doppel sowie Mannschaftsmeister mit TU Dresden. Im Einzel stand Hansen im selben Jahr im Endspiel der DDR-Meisterschaft, das er aber verlor.
Nach dem Ende der Deutschen Demokratischen Republik spielte er bis 1996 für den neugegründeten Verein TC Bad Weißer Hirsch Dresden, in den die Tennissektion seines vorherigen Vereins TU Dresden übergegangen war. 1991 trat Hansen an der Seite von Steffen John im Doppel bei der Deutschen Tennismeisterschaft an, dort verlor man in der ersten Runde. Hansen schloss 1995 eine Doktorarbeit an der Technischen Universität Dresden ab, 1996 trat er in Gengenbach eine Arbeitsstelle an. Später wurde er in leitender Stellung in der Leuchtmittelindustrie tätig.